# José Suárez Fanjul
José Suárez Fanjul (Punta Arenas, 28 de agosto de 1916-22 de diciembre de 2006) fue un ingeniero agrónomo y político chileno, que se desempeñó como ministro de Agricultura de su país, durante el segundo gobierno del presidente Carlos Ibáñez del Campo entre agosto y diciembre de 1955.

## Familia y estudios
Nació en la ciudad chilena de Punta Arenas el 28 de agosto de 1916, hijo de Manuel Suárez y Consuelo Fanjul. Realizó sus estudios primarios y secundarios en el Liceo de Hombres de Punta Arenas, y los superiores en la Escuela de Agronomía de la Universidad de Chile, titulándose como ingeniero agrónomo en 1942. Luego, cursó un magíster en ciencias de la Universidad de Wisconsin (Estados Unidos), egresando en 1944.
Se casó en Santiago en 1956 con Patricia Phillips Tagle, con quien tuvo dos hijas, Constanza y María Consuelo.

## Carrera profesional y política
Ingresó a la administración pública en 1942, ocupando el puesto de jefe de la Sección de Plantas Forrajeras del Ministerio de Agricultura, instancia en la que permaneció hasta 1947. Durante su período en dicha repartición gubernamental fue miembro uno de los miembros de la comisión redactora del «Plan Agrario», así como organizador y primer director de los cursos de perfeccionamiento para agrónomos y médicos veterinarios. Paralelamente, durante dos periodos consecutivos entre 1944 y 1947, actuó como consejero de la Sociedad de Agronómica de Chile.
A partir de la década de 1950 se dedicó a la agricultura, explotando el fundo "Popuyeto" en la comuna de San Carlos, dedicado principalmente a la producción de cereales. Además, se desempeñó como consultor técnico de diversas explotaciones agrícolas del país y asesor agrícola de la firma Bima S. A. Por otra parte, fue autor de diversas publicaciones sobre conservación de suelos y plantas forrajeras.
Ejerció la presidencia de la Sociedad de Ingenieros Agrónomos y Médicos Veterinarios de Ñuble. También, fue socio del Rotary Club de San Carlos, de la Soil Conservation Society America, del University Club de Chile y de la Asociación Agrícola de San Carlos, entre otras organizaciones similares.
El 17 de noviembre de 1954 asumió como decano de la recién creada Facultad de Agronomía y Ganadería de la Universidad de Concepción. A modo de homenaje, el auditorio de esa universidad lleva su nombre.
Con ocasión del segundo gobierno del presidente Carlos Ibáñez del Campo, el 19 de agosto de 1955 fue nombrado como ministro de Agricultura, función que dejó el 9 de diciembre del mismo año.
Entre 1963 y 1964, fungió como gerente general de la firma Agropecoop. En la elección presidencial de ese último año apoyó la candidatura del demócrata cristiano Eduardo Frei Montalva. Desde entonces hasta 1966, fue vicepresidente de la Empresa de Comercio Agrícola (ECA).

## Obras escritas
Fue autor de las siguientes obras:
- La conservación de los suelos en Chile (1946).[Nota 1]
- Trébol encarnado (1952).